# Papabile
Papabile (en français « papable » ; pluriel italien papabili), originellement terme utilisé par les vaticanistes, est l'expression couramment utilisée dans les médias (le plus souvent sous sa forme italienne) pour désigner les cardinaux qui ont la plus grande probabilité d'être élus papes lors d'un conclave.
Être perçu papabile ne garantit pas d'être élu pape. De nombreux pressentis papabili n'ont pas été élus papes. Un proverbe au Vatican dit : « Qui entre pape au conclave, en sort cardinal ». Il signifie que le favori est rarement élu, déjouant ainsi souvent les pronostics.

## Terminologie
Le terme papabile se rencontre déjà au XVe siècle dans le Catholicon Anglicum (en)
En italien, le mot papabile est aussi utilisé en dehors des contextes ecclésiaux. Cela inclut l'utilisation, en référence aux candidats, de listes restreintes, c'est-à-dire ceux qui, parmi les candidats disponibles, ont le plus de chances d'être élus ou nommés à un poste spécifique.

## Quelques papables élus papes
- Francesco Saverio Castiglioni (devenu Pie VIII au conclave de 1829)[5]
- Vincenzo Gioacchino Pecci (devenu Léon XIII au conclave de 1878)[6]
- Giacomo della Chiesa (devenu Benoît XV au conclave de 1914)[6]
- Eugenio Pacelli (devenu Pie XII au conclave de 1939)[7]
- Giovanni Battista Montini (devenu Paul VI au conclave de 1963)[8]
- Joseph Ratzinger (devenu Benoît XVI au conclave de 2005)[9]
- Robert Francis Prevost (devenu Léon XIV au conclave de 2025)[10]

## Quelques non-papables élus papes
- Annibale Sermattei della Genga (devenu Léon XII au conclave de 1823)[11]
- Bartolomeo Alberto Mauro Cappellari (devenu Grégoire XVI au conclave de 1830-1831)[12]
- Giuseppe Sarto (devenu Pie X au conclave de 1903)[13]
- Karol Wojtyła (devenu Jean-Paul II au conclave d'octobre 1978)[14]

## Quelques papables non élus
- Bartolomeo Pacca, diplomate expérimenté sous Pie VII, est un des favoris de l'élection de 1829[15] mais, face au veto de la France, le cardinal Castiglioni, autre pressenti, est élu sous le nom de Pie VIII ;
- Emmanuele de Gregorio, pour la succession de Léon XII puis celle de Pie VIII[15] ;
- Mariano Rampolla del Tindaro, secrétaire d'État (ministre des Affaires étrangères) sous Léon XIII, est un des favoris pour sa succession au conclave de 1903 mais le cardinal polonais Jan Puzyna de Kosielsko, archevêque de Cracovie, met un veto au nom de l'empereur François-Joseph Ier d'Autriche (Cracovie est alors partie de l'empire austro-hongrois). Le cardinal Giuseppe Sarto est alors élu et devient Pie X. Un des premiers actes de celui-ci est d'abolir ce « droit » de veto dit droit d'exclusive aux États catholiques qui en disposaient : la France, l'Espagne et l'Autriche.
- Giuseppe Siri, principal favori pour la succession de Pie XII en 1958, puis de Jean XXIII en 1963, est également cité pour les successions de Paul VI et Jean-Paul Ier en 1978[16] ;
- Giovanni Benelli, grand favori pour la succession de Paul VI, puis de Jean-Paul Ier en 1978[17] ;
- Angelo Scola, cité pour la succession de Jean-Paul II, et principal favori pour la succession de Benoît XVI, auquel est préféré un cardinal non italien qui devient le pape François[18].
- Pietro Parolin, secrétaire d'État du Saint-Siège durant la quasi totalité du pontificat du pape François, est souvent décrit comme étant le grand favori du conclave de 2025[19], qu'il préside. Cependant, le choix des cardinaux se porte sur le cardinal Robert Francis Prevost qui devient Léon XIV.

## Papables par conclaves
- Pour la succession de Paul VI en 1978 : voir le paragraphe correspondant sur l'article conclave d'août 1978
- Pour la succession de Jean-Paul Ier en 1978 : voir le paragraphe correspondant sur l'article conclave d'octobre 1978
- Pour la succession de Jean-Paul II en 2005 : voir le paragraphe correspondant sur l'article conclave de 2005
- Pour la succession de Benoît XVI en 2013 : voir le paragraphe correspondant sur l'article du conclave de 2013
- Pour la succession de François en 2025 : voir le paragraphe correspondant sur l'article du conclave de 2025